# Kim Un-Guk
Kim Un-guk (født 28. oktober 1988 i Pyongyang, Nordkorea) er en nordkoreansk vægtløfter. Han konkurrerer i 62 kg-klassen.
Han blev verdensmester ved VM i vægtløftning 2010 i Antalya i Tyrkiet. I VM 2011 i Paris vandt han sølv.
Han blev olympisk mester i 62 kg-klassen under Sommer-OL 2012 i London.. Han satte ny verdensrekord totalt med 327 kg, og tangerede verdensrekorden og satte ny olympisk rekord i træk.